# Trichophysetis rufoterminalis
Trichophysetis rufoterminalis is een vlinder van de familie van de grasmotten (Crambidae), uit de onderfamilie van de Glaphyriinae. De wetenschappelijke naam van deze soort is voor het eerst voorgesteld als Parapoynx rufoterminalis door Hugo Theodor Christoph in een publicatie uit 1881.
De soort komt voor in India (Meghalaya), Taiwan, het oosten van Rusland (eiland Askold bij Vladiwostok) en Japan.